# Данди
Данди́ (англ. Dundee [dʌnˈdiː], гэльск. Dùn Dèagh, скотс Dundee) — четвёртый по величине город в Шотландии. Административный центр округа Данди-Сити.

## Общие сведения
Расположен на восточном побережье страны, на северном берегу залива Ферт-оф-Тей. С южным берегом связан автомобильным и печально известным железнодорожным мостом.
В настоящие дни Данди также называют City of Discovery («город открытия»), в соответствии с историей города, связанной с научной активностью Роберта Фолкон Скотта, чей исследовательский корабль «Дискавери» был построен в Данди в 1901 году для первой экспедиции капитана Скотта в Антарктику и в настоящее время стоит на якоре у городского причала.
Биомедицина и технологическая промышленность стали развиваться после 1980-х годов. В городе расположены два университета — Университет Данди и Университет Абертей.

## История

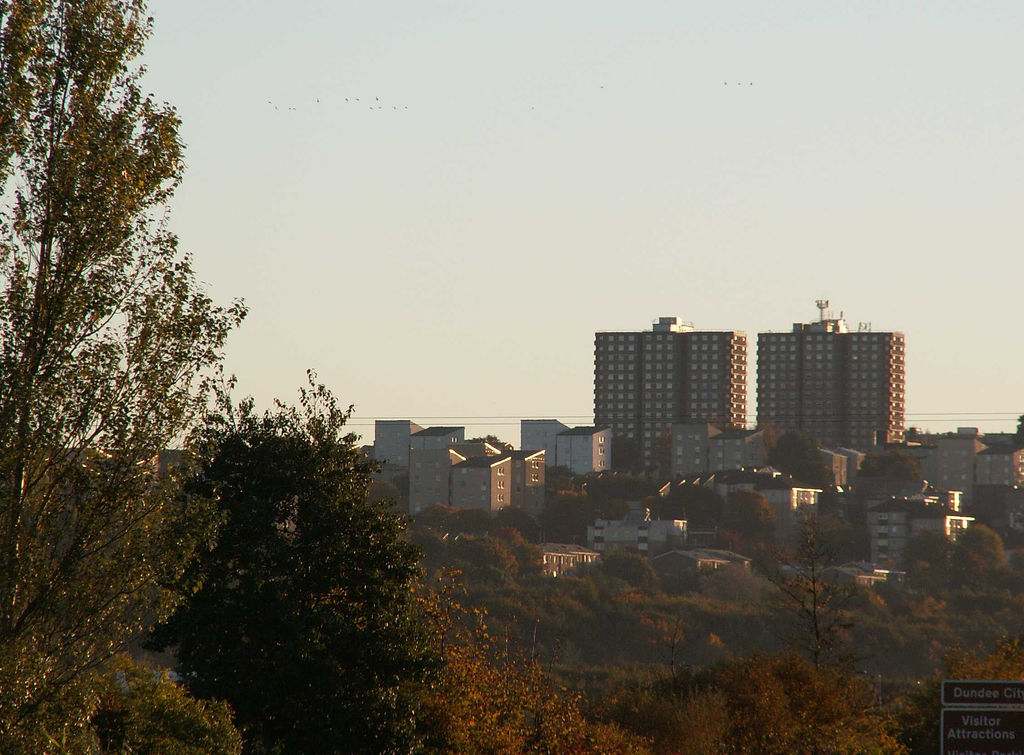
Данди на рассвете

Город расположен на вулканическом плато высотой 174 м. Первые упоминания о Данди относятся к концу XII — нач. XIII в. В течение последующих столетий он не раз переходил от шотландцев к англичанам и обратно. Наиболее важным для жителей во времена Средневековья было рыболовство. Здесь издавна базировался китобойный флот шотландцев. С начала XIX века стали возникать текстильные предприятия — был открыт способ обработки джутовых волокон с помощью китового жира. В 1894 году Данди получил права королевского бурга. Во второй половине XIX в. в городе появились и другие текстильные фабрики — по выработке шерсти, льна, хлопка. Со второй половины XX века Данди всё более утверждается как образовательный и научный центр. Здесь активно развиваются информационные технологии, в исследовательских центрах и на промышленных предприятиях проводятся исследования по биотехнологиям. Несколько старых зданий пережили бурное промышленное развитие города:
- городские ворота (Ист-порт);
- три церкви, перевезённые в центр города, сохраняются под одной стеклянной крышей.

## Города-побратимы
Данди является городом-побратимом следующих городов:
- Дубай, ОАЭ — с 2004 года
- Орлеан, регион Центр, Франция — с 1946 года
- Задар, Задарская жупания, Хорватия — с 1959 года
- Вюрцбург, земля Бавария, Германия — с 1962 года
- Александрия, штат Виргиния, США — с 1974 года
- Наблус, провинция Наблус, Палестинская национальная администрация — с 1980 года

## Спорт

### Футбол
В Данди находятся 2 профессиональных футбольных клуба: «Данди» (1893), и «Данди Юнайтед» (1909). Оба клуба на данный момент выступают в Шотландском Премьершипе. Их стадионы «Денс Парк» и "Таннадайс Парк" находятся на расстоянии 100 метров друг от друга, ближе друг к другу, чем любые другие футбольные стадионы в Великобритании. Дерби этих команд - одно из самых ожидаемых событий в шотландском футболе.

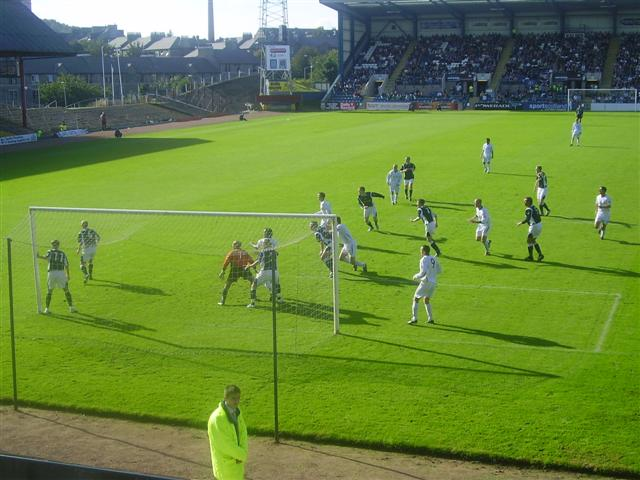
«Денс Парк»

### Хоккей
В Данди находится хоккейный клуб "Данди Старс", который выступает в Британской элитной хоккейной лиге с сезона 2010/2011. "Данди Старс" является одной из трёх профессиональных команд Шотландии. В сезоне 2013/2014 команда выиграла единственный на сегодняшний день трофей - трофей конференции Гардинера.

## Климат
В городе Данди климат умеренно-тёплый. Большое количество осадков, даже в самые засушливые месяцы. По классификации климатов Кёппена — морской климат с равномерным увлажнением и тёплым летом (индекс Cfb). Средняя годовая температура составляет 8,3 °C, в год выпадает около 673 мм осадков.
| Показатель              | Янв.  | Фев.  | Март | Апр. | Май  | Июнь | Июль | Авг. | Сен. | Окт. | Нояб. | Дек.  | Год   |
| ----------------------- | ----- | ----- | ---- | ---- | ---- | ---- | ---- | ---- | ---- | ---- | ----- | ----- | ----- |
| Абсолютный максимум, °C | 14,6  | 15,2  | 18,3 | 22,9 | 23,7 | 27,8 | 28,2 | 28,7 | 25,0 | 22,8 | 16,7  | 14,5  | 28,7  |
| Средний максимум, °C    | 6,0   | 6,5   | 8,6  | 10,9 | 13,9 | 16,8 | 19,0 | 18,9 | 15,9 | 12,4 | 8,7   | 6,7   | 12,0  |
| Средняя температура, °C | 2,4   | 2,5   | 4,9  | 7,4  | 10,1 | 13,7 | 14,7 | 14,0 | 12,0 | 8,9  | 5,2   | 3,3   | 8,3   |
| Средний минимум, °C     | 0,5   | 1,0   | 2,1  | 3,7  | 6,1  | 8,7  | 10,8 | 10,7 | 8,6  | 6,1  | 2,7   | 1,3   | 5,1   |
| Абсолютный минимум, °C  | −17,1 | −11,2 | −10  | −4,4 | −2,3 | −0,7 | 2,8  | 1,7  | −0,6 | −3,4 | −10,4 | −12,7 | −17,1 |
| Норма осадков, мм       | 67    | 45    | 48   | 42   | 41   | 51   | 55   | 64   | 63   | 65   | 51    | 61    | 673   |
| Источник: KNMI,         |       |       |      |      |      |      |      |      |      |      |       |       |       |

## Достопримечательности
- Замок Мэйнс